# Ivan Pešić
Ivan Pešić (n. 6 aprilie 1992, Šibenik, cantonul Šibenik-Knin, Croația) este un fotbalist croat, care joacă pe post de atacant la Chindia în Liga a II-a.